# 懷瀞橋
23°14′51″N 120°59′28″E / 23.247593°N 120.991147°E
懷瀞橋位於臺灣臺東縣海端鄉，為省道臺20線南部橫貫公路東段上的重要橋樑之一，該橋樑為紀念2009年莫拉克風災時，因會勘返程途中遭酒駕騎士撞上身亡的交通部公路總局許瀞文工程司，也使得該橋樑成為臺灣第一座以女性公路人命名的橋樑。

## 沿革
2009年8月中度颱風莫拉克夾帶西南氣流降下連續大雨，造成臺灣中南部地區，及臺東地區嚴重災情，其中臺20線南橫公路全線柔腸寸斷，東段第157公里處山澗彎路上的一座寬高均為2公尺箱涵，因大雨沖刷路基坍方，形成30公尺寬的沖刷溝。
莫拉克風災後，公路總局於2010年派員前往南橫公路沿線勘災，負責承辦第三區養護工程處修復工程業務的公路總局工程司許瀞文，於該年5月6日在災區會勘後的返程路上，在臺東縣關山鎮遭酒駕騎士撞上，經送關山慈濟醫院搶救後仍不治身亡，有鑑於許工程司是在莫拉克勘災時遭撞身亡，因此後續公路總局將東段第157公里處新建的橋梁取許瀞文的「瀞」字命名為懷瀞橋，以紀念許瀞文，成為臺灣第一座以女性公路人命名的橋樑，2012年懷瀞橋完工，也是南橫公路東段莫拉克風災後第一座完成復建的橋樑。

### 臺灣橫貫公路冠以人名的橋樑
- 武雄橋（南橫）
- 進涇橋（南橫）
- 靳珩橋（中橫）
- 清泉橋（中橫支線）